# Graniczna Placówka Kontrolna Rzepin
Graniczna Placówka Kontrolna Rzepin – pododdział Wojsk Ochrony Pogranicza pełniący służbę na przejściu granicznym z Niemcami Kunowice - Frankfurt.

## Formowanie i zmiany organizacyjne
Na początku 1946 PPK nr 6 I kategorii (kolejowy) stacjonujący dotychczas w Słubicach został przesunięty do Rzepina. Jesienią 1946, na bazie PPK I kategorii sformowany został kolejowy Przejściowy Punkt Kontrolny Rzepin kategorii A o etacie nr 7/10. W 1948 nastąpiła kolejna reorganizacja Wojsk Ochrony Pogranicza. Oddziały WOP przeformowano w brygady ochrony pogranicza, a GPK WOP Rzepin przemianowano na Graniczną Placówkę Ochrony Pogranicza nr 7 Rzepin i przeformowano według etatu nr 7/51 kategorii A. Stacjonowała przy ulicy Sienkiewicza 20.
W 1948 Graniczna Placówka Kontrolna nr 7 „Rypin” (kolejowa) podlegała 10 Brygadzie Ochrony Pogranicza .
W 1950 przeformowana na etat nr 096/22, przeniesiona do Kunowic i włączona w etat 9 B WOP. Rozformowana w 1952 . Potem sformowana jako Graniczna Placówka Kontrolna Kunowice.

## Dowódcy placówki
- por. Jerzy Wagazow (18.10.1945–?)
- kpt. Mieczysław Felzenowski (?–1948)
- p.o. por. Henryk Makowski (1948–?)
- ppor. Stanisław Pietrzyk(?–1950)